# 加拿大作家列表

## A
- 米尔顿·艾肯（Milton Acorn，诗人）
- 瑪格麗特·愛特伍（作家）

## B
- 凯莉·阪本（Kerri Sakamoto，小说家）
- 尼尔·比松达斯（Neil Bissoondath，小说家）
- 皮埃尔·伯顿（Pierre Berton，非小说类文学作家、历史学家）
- 玛丽·克莱·布雷（Marie-Claire Blais，作者、剧作家）

## C
- 蔡東豪（专栏作家）
- 崔维新（Wayson Choy，作家）

## D
- 罗伯逊·戴维斯（Robertson Davies，小说家、剧作家）
- 科利·多克托罗（科幻小说作家）

## F
- 蒂莫西·芬德利（Timothy Findley，小说家、剧作家）
- 诺思罗普·弗莱（Northrop Frye，文艺评论家）

## G
- 巴巴拉·高笛（Barbara Gowdy，小说家）

## H
- 黄明珍（新闻记者、作家）

## J
- 托马斯·金（Thomas King，小说家）
- W.P.金赛拉（W. P. Kinsella，小说家、短篇小说家）

## K
- 罗克·卡里耶（Roch Carrier，短篇小说家）
- 盖伊·凯佛列·凯伊（Guy Gavriel Kay，奇幻小说家）
- 里奥纳德·科恩（诗人、歌手）
- 奧塔夫·克雷瑪齊（作家、诗人）
- 娜欧米·克莱因（记者、作家）
- 道格拉斯·库普兰（Douglas Coupland，小说家）

## L
- 欧文·莱顿（Irving Layton，诗人）
- 玛格利特·劳伦斯（Margaret Laurence，小说家、短篇小说家）
- 莫迪凯·里奇勒（Mordecai Richler，作家）
- 李彥（小说家）
- 查尔斯·德·林特（Charles de Lint，奇幻小说家）
- 刘绮芬（Evelyn Lau，诗人、小说家）
- 肯尼斯·陸（页面存档备份，存于）（Kenneth Lu，古典奇幻小说家、詩人、琴師）
- 斯彼得·罗宾逊（Spider Robinson，科幻小说家）
- 加布利埃勒·罗伊（Gabrielle Roy，小说家）

## M
- 扬·马特尔（Yann Martel，小说家）
- 休·迈克伦南（Hugh MacLennan，作家）
- 安·玛丽·麦克唐纳（Ann-Marie MacDonald，剧作家、小说家）
- 罗伯特·门茨（Robert Munsch，儿童故事作家）
- 艾丽丝·门罗（Alice Munro，短篇小说家）
- 露西·莫德·蒙哥馬利（作家）
- 罗辛顿·米斯瑞（Rohinton Mistry，小说家）
- W.O.米歇尔（W. O. Mitchell，作家）
- 法利·莫维特（Farley Mowat，作家）

## P
- 阿尔·珀迪（Al Purdy，诗人）

## S
- 孙博（作家）
- 约翰·拉斯顿·索尔（哲学家、作家）
- 罗伯特·J·索耶（科幻小说作家）

## T
- 米歇尔·特伦布莱（Michel Tremblay，剧作家、小说作家）

## W
- 迈克尔·翁达捷（Michael Ondaatje，小说家、诗人）

## X
- 卡罗尔·希尔兹（Carol Shields，小说家）
- 小川乐（Joy Kogawa，诗人、小说家）

## Y
- 应晨（Ying Chen，小说家）